# Ibarapa
Ibarapa és una regió ioruba al sud-oest de l'estat d'Oyo. La seva població parla un dialecte ioruba. Actualment el país Ibarapa està dividit en tres Àrees de Govern Local (LGA): Ibarapa North, Ibarapa Central i Ibarapa East.
Antigament els ibarapes van estar sotmesos a l'Imperi d'Oyo. A la seva caiguda, els egbes d'Abeokuta van tractar de dominar la zona; el 1849 combatien a Ibarapa i el país fou considerat part del regne egba.